# Elizabeth Barker, Baroness Barker

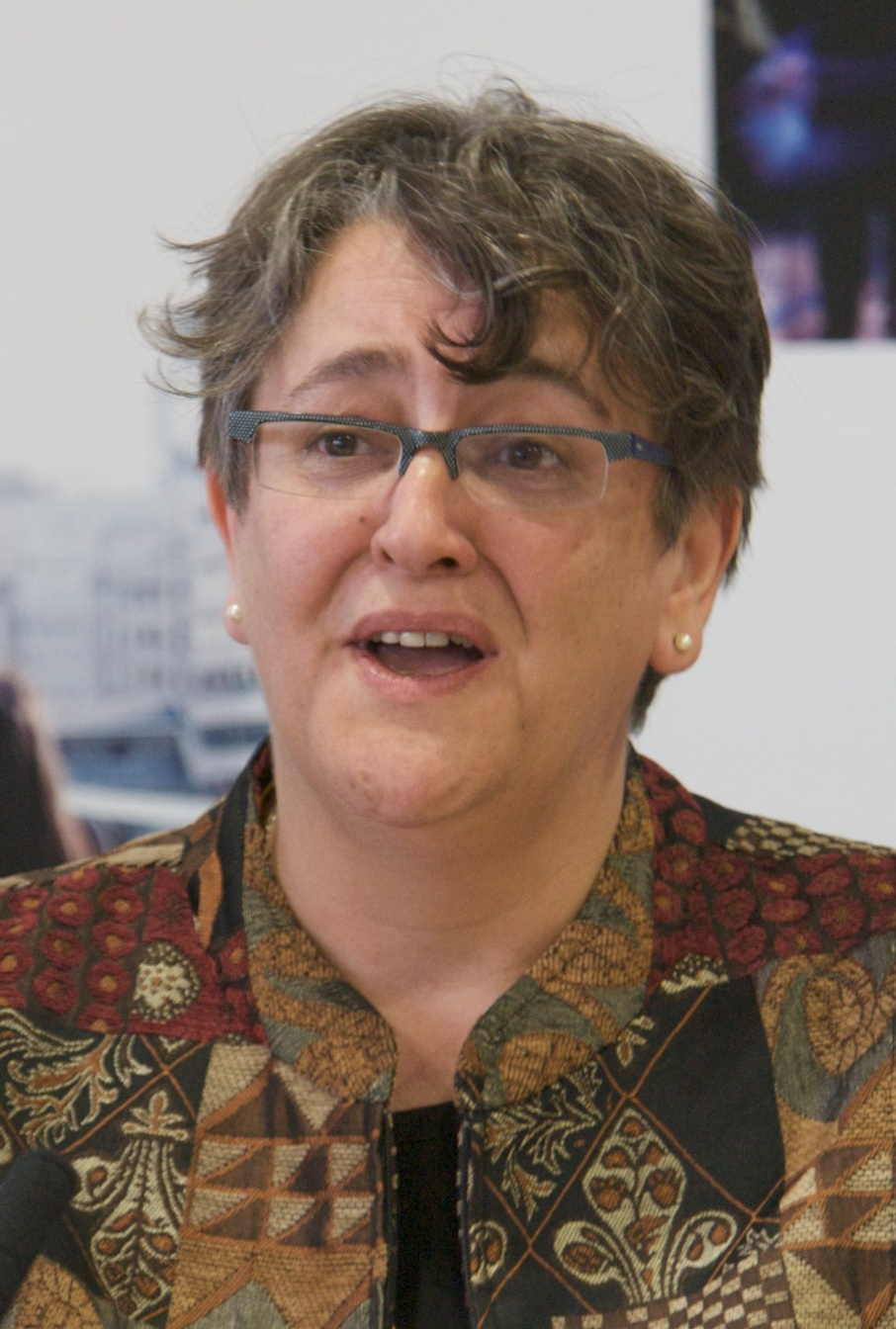
Baroness Barker

Elizabeth „Liz“ Jean Barker, Baroness Barker (* 31. Januar 1961) ist eine britische Politikerin der Liberal Democrats.

## Leben und Karriere
Sie besuchte die Dalziel High School und die University of Southampton.
Bei der Union of Liberal Students war sie von 1982 bis 1983 Präsidentin. Von 1983 bis 1988 war Barker Projektkoordinatorin beim Opportunities for Volunteering Programm.
Barker arbeitete zwischen 1983 und 2007 für die Wohltätigkeitsorganisation Age Concern. Von 1988 bis 1992 war sie dort Grants Officer. Von 1992 bis 2007 war sie Field Officer und Management Consultant bei den Organisationen von Age Concern in verschiedenen Londoner Stadtteilen.
Sie ist Leiterin (Head) von Business Development, seethedifference.org, einer Unternehmensberatung im Nonprofit-Bereich seit 2007. Von 2010 bis 2012 war sie Vizepräsidentin der Local Government Association.
Bei der Spare Tyre Theatre Company ist sie Schirmherrin (Patron). Auch ist sie Mitglied des Treuhandrates (Trustee) des Andy Lawson Memorial Fund.

## Politische Karriere
Sie trat 1979 in die Liberal Party ein. Barker war von 1979 bis 1983 Mitglied der Union of Liberal Students. Ebenfalls von 1982 bis 1983 gehörte sie der Liberal Party National Executive an. Von 1984 bis 1997 war sie Mitglied des Liberal Assembly Committee und von 1997 bis 2003 beim Federal Policy Committee. Beim Liberal Democrat Federal Conference Committee war sie von 1997 bis 2004 Vorsitzende. Sie gehörte der The Future of Social Services Policy Working Group, der Freedom and Fairness for Women Policy Working Group, der Working Group – An Age of Opportunity, der It’s About Freedom – Liberal Democracy Policy Working Group und 2004 erneut der Liberal Democrat Federal Executive an.
Von 2006 bis 2007 war Barker Vorsitzende der Policy Working Group on: Poverty and Inequality und von 2010 bis 2011 bei der Policy Working Group on The Future of the Voluntary Sector.

## Mitgliedschaft im House of Lords
Barker wurde am 31. Juli 1999 zur Life Peeress als Baroness Barker, of Anagach in Highland ernannt. Ihre Antrittsrede im House of Lords hielt sie am 19. Oktober 1999.
Als Themen von politischem Interesse nennt sie auf der Webseite des Oberhauses Gesundheit, soziale Dienste, das Altern und bürgerliche Freiheiten. Als Staat von Interesse nennt sie Indien.
Bei den Liberaldemokraten war sie Sprecherin für Pensionen von 2000 bis 2002, für soziale Dienste von 2000 bis 2004 und für Gesundheitsfragen von 2004 bis 2010.
Seit 2007 ist sie stellvertretende Vorsitzende der People with Complex Needs and Dual Diagnosis Group.
- Sitzungsperiode 1. April 2001 bis 31. März 2002: 86 Tage
- Sitzungsperiode 1. April 2002 bis 31. März 2003: 130 Tage
- Sitzungsperiode 1. April 2003 bis 31. März 2004: 125 Tage
- Sitzungsperiode 1. April 2004 bis 31. März 2005: 120 Tage
- Sitzungsperiode 1. April 2005 bis 31. März 2006: 115 Tage
- Sitzungsperiode 1. April 2006 bis 31. März 2007: 130 Tage
- Sitzungsperiode 1. April 2007 bis 31. März 2008: 140 Tage
- Sitzungsperiode 1. April 2008 bis 31. März 2009: 142 Tage
- Sitzungsperiode 1. April 2009 bis 31. März 2010: 127 Tage
- Sitzungsperiode 1. April 2010 bis 30. Juni 2010: 21 Tage
- Sitzungsperiode 1. Juli 2010 bis 30. September 2010: 17 Tage
- Sitzungsperiode 1. Oktober 2010 bis 31. Dezember 2010: 47 Tage
- Sitzungsperiode 1. Januar 2011 bis 31. März 2011: 44 Tage
- April 2011: 6 Tage (von 7)
- Mai 2011: 13 Tage (von 15)
- Juni 2011: 17 Tage (von 17)
- Juli 2011: 13 Tage (von 13)
- August 2011: 1 Tag (von 1)
- September 2011: 8 Tage (von 8)
- Oktober 2011: 17 Tage (von 18)
- November 2011: 18 Tage (von 18)
- Dezember 2011: 12 Tage (von 13)
- Januar 2012: 14 Tage (von 14)
- Februar 2012: 14 Tage (von 14)
- März 2012: 16 Tage (von 17)
- April 2012: 5 Tage (von 5)
- Mai 2012: 13 Tage (von 13)
- Juni 2012: 13 Tage (von 13)
- Juli 2012: 16 Tage (von 16)
- August 2012: 0 Tage (von 0)
- September 2012: 0 Tage (von 0)
- Oktober 2012: 16 Tage (von 16/17)

Im ausgewerteten Zeitraum ab 2001 lag ihre Anwesenheit bei Sitzungstagen zunächst im mittleren, später im regelmäßigen Bereich.
Im Oktober 2009 sorgte für Aufsehen, dass sie zu diesem Zeitpunkt seit vier Jahren Aufwendungen für ihren angeblichen Hauptwohnsitz bezog, obwohl sie seit 20 Jahren in London lebte. Sie gab an, in Sussex zu leben, weigerte sich aber Einzelheiten zu nennen.